# Камб'яська сільська рада
Ка́мб'яська сільська рада (ест. Kambja külanõukogu, рос. Камбьяский сельский совет) — сільська рада в Естонській РСР та Естонській Республіці, адміністративно-територіальна одиниця в складі повіту Тартумаа (1945—1950, 1990—1991), Елваського району (1950—1962) і Тартуського району (1962—1990).

## Географічні дані
Сільська рада розташовувалася в південній частині Тартуського району.
У 1970 році площа сільради складала 144 км2, у 1977 році — 131 км2.
Населення за роками

## Населені пункти
Станом на 1989 рік Камб'яській сільській раді підпорядковувалися населені пункти: селище Камб'я (Kambja) та 30 сіл:
Аакару (Aakaru), Вана-Куусте (Vana-Kuuste), Вірулазе (Virulase), Віснапуу (Visnapuu), Івасте (Ivaste), Каатсі (Kaatsi), Каванду (Kavandu), Каммері (Kammeri), Кирккюла (Kõrkküla), Кодіярве (Kodijärve), Куллаґа (Kullaga), Лаллі (Lalli), Мадізе (Madise), Мяекюла (Mäeküla), Оомісте (Oomiste), Паалі (Paali), Палумяе (Palumäe), Панґоді (Pangodi), Пуллі (Pulli), Пюгі (Pühi), Раанітса (Raanitsa), Ребазе (Rebase), Реоласоо (Reolasoo), Рійвіку (Riiviku), Сіпе (Sipe), Сірваку (Sirvaku), Сулу (Sulu), Сууре-Камб'я (Suure-Kambja), Талвікезе (Talvikese), Татра (Tatra).
Адміністративний центр — селище Камб'я.

## Землекористування
1954 року в межах території сільради землями користувалися колгоспи: «П'ятирічка» («Viisaastak»), «Кунґла» («Kungla»), «Кульдраннаке» («Kuldrannake»), «Вільна Вітчизна» («Vaba Kodu»), «Калев» («Kalev»), «Вамбола» («Vambola»), «Жовтнева перемога» («Oktoobri Võt»), радгосп Камб'я, а також підсобне господарство Тартуської Республіканської клінічної лікарні.

## Історія

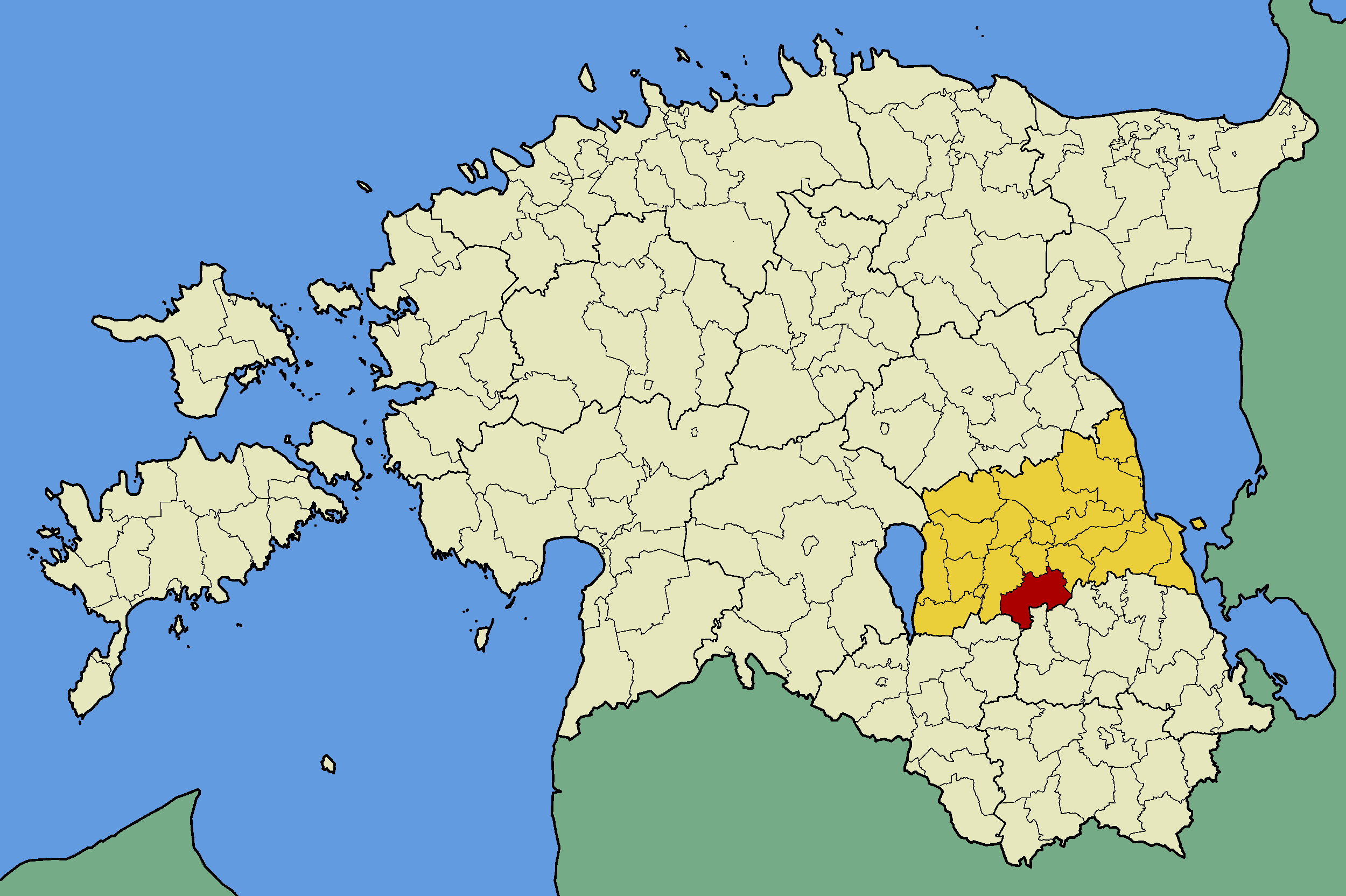
Волость Камб'я після 1991 року

13 вересня 1945 року на території волості Камб'я в Тартуському повіті утворена Камб'яська сільська рада з центром у селищі Камб'я. Головою сільської ради обраний Карл Пакусте (Karl Pakuste), секретарем — Лінда Пеетс (Linda Peets).
26 вересня 1950 року, після скасування в Естонській РСР повітового та волосного поділу, сільська рада ввійшла до складу новоутвореного Елваського сільського району. 17 червня 1954 року територія сільради збільшилася внаслідок приєднання земель ліквідованих Каммеріської та Кодіярвеської сільських рад.
21 грудня 1962 року після скасування Елваського району Камб'яська сільська рада приєднана до Тартуського району. 25 квітня 1964 року відбулася зміна кордонів між сільрадами — Камб'яська сільська рада отримала частину земель від Гааславаської сільради і передала — до складу Елваської сільради. 27 грудня 1976 року Камб'яська сільська рада повернула Гааславаській 3628 га землі, одночасно отримавши від Ниоської сільради 2271 га. Значні територіальні зміни відбулися 8 грудня 1981 року — сільраді передані від Гааславаської сільради 3389 га і приєднані села: Вана-Куусте, Кирккюла, Лаллі, Ребазе, Сіпе, Сірваку, Талвікезе.
16 травня 1991 року Камб'яська сільська рада Тартуського повіту перетворена у волость Камб'я з отриманням статусу самоврядування.